# Saccharina dentigera
Espèce
Synonymes
- Laminaria dentigera Kjellm., 1889[1]

Saccharina dentigera est une espèce d'algues brunes de la famille des Laminariaceae.
Elle est plus connue sous son ancien nom scientifique, Laminaria dentigera Kjellm.